# Tau Lo Chau
Tau Lo Chau (kinesiska: 頭顱洲, 头颅洲) är en ö i Hongkong (Kina). Den ligger i den västra delen av Hongkong.